# Chèvreville (Manche)
Chèvreville település Franciaországban, Manche megyében. Lakosainak száma 216 fő (2018. január 1.). Chèvreville Chasseguey, La Bazoge, Fontenay, Martigny, Le Mesnillard, Milly és Grandparigny községekkel határos.

## Népesség
A település népességének változása:
| Lakosok száma | 215  | 211  | 177  | 193  | 198  | 200  | 205  | 209  | 216  | 216  |
|               | 1962 | 1968 | 1982 | 1990 | 1999 | 2008 | 2011 | 2013 | 2017 | 2018 |